# Måne
 For alternative betydninger, se Måne (flertydig). (Se også artikler, som begynder med Måne)
En måne (også kaldet naturlig satellit el. drabant) er et større objekt i kredsløb om en planet, dværgplanet, asteroide eller komet.

## Solsystemet
Månen er den nærmeste måne og er måne til planeten Jorden.
I vores solsystem har man indtil nu fundet næsten 200 måner:
Solsystemets planeter og deres måner:
1. Merkur (ingen måner)
2. Venus (ingen måner)
3. Jorden
  - Månen
4. Mars
  - se artiklen Mars' måner
    - Phobos
    - Deimos
5. Jupiter
  - Jupiter har mere end 70 kendte måner, heraf 4 store[2]
  - se artiklen Jupiters måner
6. Saturn
  - Saturn har mere end 80 kendte måner, heraf 5 store[2][3]
  - se artiklen Saturns måner
7. Uranus
  - Uranus har 27 kendte måner, heraf 4 store[2]
  - se artiklen Uranus' måner
8. Neptun
  - Neptun har 14 kendte måner, heraf 1 stor[2]
  - se artiklen Neptuns måner

Andre objekter med måner:
- Pluto (dværgplanet)
  - Charon
  - Nix
  - Hydra
- Eris (dværgplanet)
  - Dysnomia
- Komet 67P/Tjurjumov-Gerasimenko[4]